# Anemia wettsteinii
Anemia wettsteinii är en ormbunkeart som beskrevs av Christ. Anemia wettsteinii ingår i släktet Anemia och familjen Anemiaceae. Inga underarter finns listade.